# В'язівський заказник (Лубенський район)
В'язівський заказник — гідрологічний заказник місцевого значення, розташований у Лубенському районі Полтавської області, поблизу села В'язівок.

## Опис
Заказник створено з метою охорони та збереження водно-болотних угідь, які є важливими для підтримки біорізноманіття регіону. Територія заказника включає типові для Полтавщини ландшафти з характерною флорою та фауною.

## Площа та статус
Площа заказника становить 36,4 га. Він був офіційно затверджений рішенням Полтавської обласної ради від 22 листопада 1984 року № 453.

## Галерея

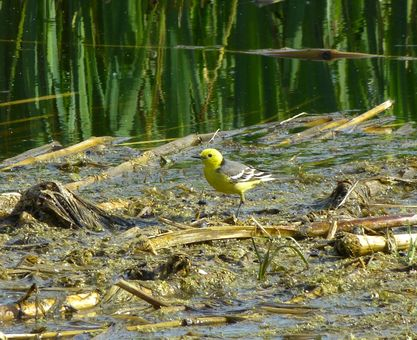
Орнітофауна заказника
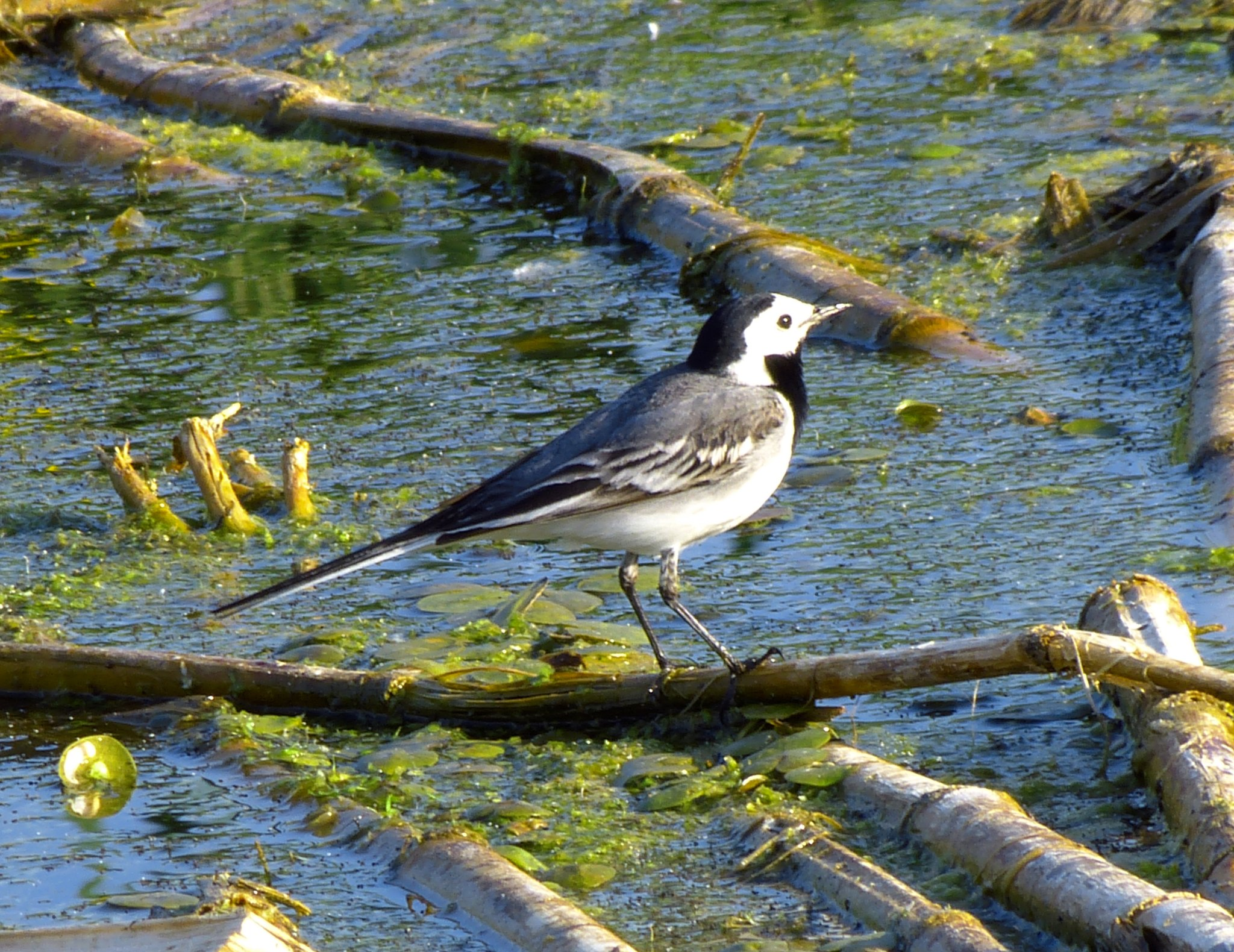
Плиска біла у заказнику
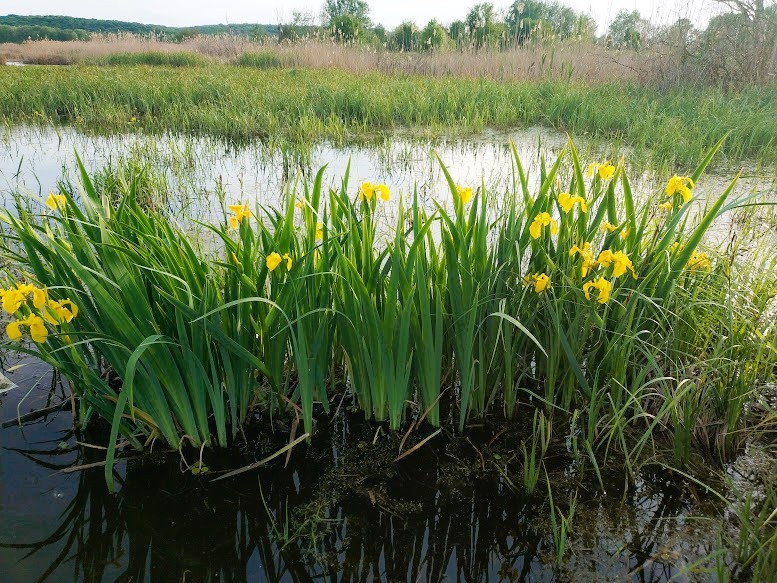
Півники болотяні у заказнику